# Les Rousses
Les Rousses è un comune francese di 3 189 abitanti situato nel dipartimento del Giura nella regione della Borgogna-Franca Contea.
Il comune si affaccia sulle rive dell'omonimo lago e sulla sua superficie rientra la rinomata località sciistica di Station des Rousses.

## Società

### Evoluzione demografica
Abitanti censiti

## Infrastrutture e trasporti
Tra il 1921 e il 1958 Les Rousses fu servita dalla ferrovia Nyon-Saint-Cergue-Morez.

## Sport

### Ciclismo
Il comune di Les Rousses, ed in particolare Station des Rousses, è stato 2 volte arrivo di tappa al Tour de France: 
| Anno | Tappa | Partenza | km    | Vincitore di tappa | Maglia gialla    |
| ---- | ----- | -------- | ----- | ------------------ | ---------------- |
| 2010 | 7ª    | Tournus  | 165,5 | Sylvain Chavanel   | Sylvain Chavanel |
| 2017 | 8ª    | Dole     | 187,5 | Lilian Calmejane   | Chris Froome     |